# Stage Left
Stage Left is een soloalbum van Martin Barre, de gitarist van de Britse progressieve rockband Jethro Tull, en is uitgebracht in 2003. De titel komt van het gegeven dat Barre altijd links op het podium staat bij de Jethro Tull optredens.
Op een na zijn alle nummers instrumentaal. Barre maakte dit album samen twee Jethro Tull bandleden: bassist Jonathan Noyce en keyboardspeler Andrew Giddings. Verder speelt Darren Mooney op drums, en Simon Burrett zingt op het laatste nummer.
Het is een persoonlijk album, en dat is mede te merken aan het boekje dat erbij zit; voor elk nummer heeft Barre een andere gitaar gebruikt, en hij vertelt in het boekje iets over zijn persoonlijke historie met die gitaar.

## Nummers
1. Count The Chickens (Gibson Les Paul Junior)
2. As Told By (Taylor Acoustic)
3. A French Correction (Gibson L5)
4. Murphy's Paw (PRS Single Cutaway)
5. Favourite Things (Bouzouki)
6. After You, After Me (Gibson ES 355)
7. D.I.Y. (Andy Manson Mandoline)
8. Spanish Tears (Manson Raven)
9. Stage Fright (Manson Custom)
10. Winter Snowscape (McCollum Acoustic)
11. Nelly Returns (Hamer Custom)
12. Celestial Servings (Fender Stratocaster)
13. I Raise My Glass To You (Wechter)
14. Don't Say A Word (Fender Mustang)

- Achter elk nummer staat in het cursief welke gitaar Barre voor dat nummer heeft gebruikt.